# Friedrich Harth
Friedrich Harth (6 octobre 1880 à Zentbechhofen (de) - 19 août 1936 à Bamberg) est un pionnier allemand du vol à voile. Entre 1908 et 1923, Harth construit douze types de planeurs différents et jette les bases du développement du vol à voile.

## Jeunesse
Harth était le fils d'un Oberförster (de) et a fréquenté l'école primaire à Bamberg, le lycée à Landshut et est diplômé du lycée à Munich. En plus de ses études d'architecture ultérieures, il s'est intéressé des découvertes du premier pilote de planeur allemand Otto Lilienthal et a commencé à construire un planeur après son retour à Bamberg. Il a construit des ailes, les a attachées autour de son corps et les a testées. Peu de temps après, en 1909, parallèlement à son travail de baumeister, il a commencé à construire des planeurs.
Avec ses aides, Harth travaille sur des planeurs et, en 1910, commence ses premières tentatives de vol à voile sur le Kulm (de) de Ludwag (de), une élévation du Jura non loin de Bamberg, dont le plateau et le versant ouest abrupt constituent un bon point de départ. Les planeurs se composaient d'un fuselage ouvert ou fermé avec un stabilisateur horizontal fixe. Les angles d'attaque des ailes pouvaient être modifiés dans le même sens ou dans des sens opposés afin de servir de gouvernes de profondeur ou d'ailerons. Cependant, il y a eu des revers, car en novembre, l'avion a été gravement endommagé lorsqu'il s'est écrasé sur un sol gelé. Mais Harth a poursuivi son objectif sans se laisser décourager. De ses tentatives infructueuses pour construire de nouveaux planeurs, de meilleure qualité, il a gagné en connaissance . Une caractéristique essentielle des planeurs de Harth restait cependant le contrôle de la voilure tournante.
A cette époque, il était déjà au service de la ville en tant que Oberbaurat (chef de bâtiment) et passait son temps libre à construire et à tester ses machines volantes. Il eut bientôt Willy Messerschmitt, le fils de 15 ans d'un négociant en vin de Bamberg, qui devint plus tard son élève, comme assistant. Après le déclenchement de la Première Guerre mondiale, Harth a été enrôlé dans le service militaire et a dû immédiatement interrompre ses tentatives, mais Messerschmitt a construit le planeur S 5 selon ses plans. Lors d'un congé dans les foyers , ils effectuèrent des vols de 20 m d'altitude et jusqu'à 300 m de distance. En 1916, il fut transféré à Schleissheim, où il enseigna la conception d'avions et sa conception suivante, le S 6, fut créé, avec lequel, après un vol de près de trois minutes avec ascension, il atteignit un site d'atterrissage 15 m plus haut que le point de départ. Sa conception suivante, le S 7, est née au début de l'été 1919 alors qu'il travaillait pour la Bayerische Flugzeugwerke, chez laquelle il était passé après la fin de la guerre.
Au 13 septembre 1921, Harth effectua un vol plané de 21:27 minutes sur le Heidelstein (de) dans la Rhön avec son monoplan Harth-Messerschmitt S 8. Il s'agissait d'un nouveau record d'endurance, au cours duquel il s'est écrasé et a subi une double fracture du crâne, une grave commotion cérébrale et une fracture du bassin dont il ne s'est jamais complètement remis. En 1924, Harth a perdu définitivement son emploi et s'est appauvri au cours des années suivantes; pendant les trois dernières années avant la Machtergreifung des nationaux-socialistes, il a vécu de l'aide sociale. Probablement pour ces raisons, Harth était un partisan des nationaux-socialistes et un membre de parti du NSDAP jusqu'à sa mort.

## Succession
La succession de Friedrich Harth est arrivée à la Bibliothèque d'État de Bamberg en 1937 (cote : Msc.Misc.582m).